# Uplandweg
Der Uplandweg ist ein Hauptwanderweg im Vereinsgebiet des Sauerländischen Gebirgsvereins (SGV) und besitzt wie auch all die anderen Hauptwanderstrecken als Wegzeichen das weiße Andreaskreuz X, an Kreuzungspunkten um die Zahl 15 erweitert.
Der Wanderweg führte von Salzkotten in Ostwestfalen über die Wewelsburg, Wünnenberg, Padberg, Willingen, Hallenberg, Hatzfeld und Bad Laasphe nach Dillenburg. Auf seiner bis dahin 174 km (nach anderen Quellen 177 km) langen Strecke führt der Weg am Ostrand des Sauerlands entlang und berührt dabei das nordhessische Upland mit seinem Hauptort Willingen.
Der SGV hat ihn ca. 2018 stark verkürzt und führt ihn jetzt offiziell nur noch bis Bad Laasphe, so dass er nur noch 138 km lang ist (Quelle: GPS-Daten unten).